# ProColombia
ProColombia, es una agencia gubernamental de la rama ejecutiva del Gobierno de Colombia a cargo de promover las exportaciones colombianas, el turismo internacional y la inversión extranjera a Colombia para dotar a las empresas nacionales con apoyo y asesoramiento para sus actividades de comercio internacional.
La agencia busca facilitar el diseño y la ejecución de sus estrategias de internacionalización,  proporcionando a las empresas extranjeras el comercio legal, e información educativa sobre mercados, productos, servicios y empresas de Colombia. A través de sus oficinas en el extranjero en América, Europa y Asia, Procolombia mantiene una presencia promueve la marca colombiana.

## Marca País

Logo Marca país Colombia.

«La Respuesta es Colombia» es la marca país que identifica a Colombia en el mundo, la cual reemplazó a «Colombia es pasión»  que tenía el lema "El riesgo es que te quieras quedar", el cual fue un éxito durante varios años.
La Marca País Colombia nació en el año 2011  para promocionar a Colombia, la cual fue diseñada por el Gobierno nacional junto con WWP Colombia y el grupo de publicidad Omnicon Solutions. El eje de la marca es la megadiversidad que posee Colombia, la variedad cultural, étnica, lingüística, el talento humano, la proyección y estabilidad de la economía de Colombia. La marca representa oficialmente a Colombia en el exterior.